# Bolla di Eridano
La Bolla di Eridano è una vasta struttura filamentosa nebulare osservabile nella banda dell'Hα, originatasi circa 5 o 6 milioni di anni fa probabilmente da un'esplosione di supernova, e in continua espansione; è molto più debole e sottile rispetto alle altre due strutture filamentose giganti osservabili più ad est, l'Anello di Barnard e la Nebulosa di Gum.

## Osservazione e struttura

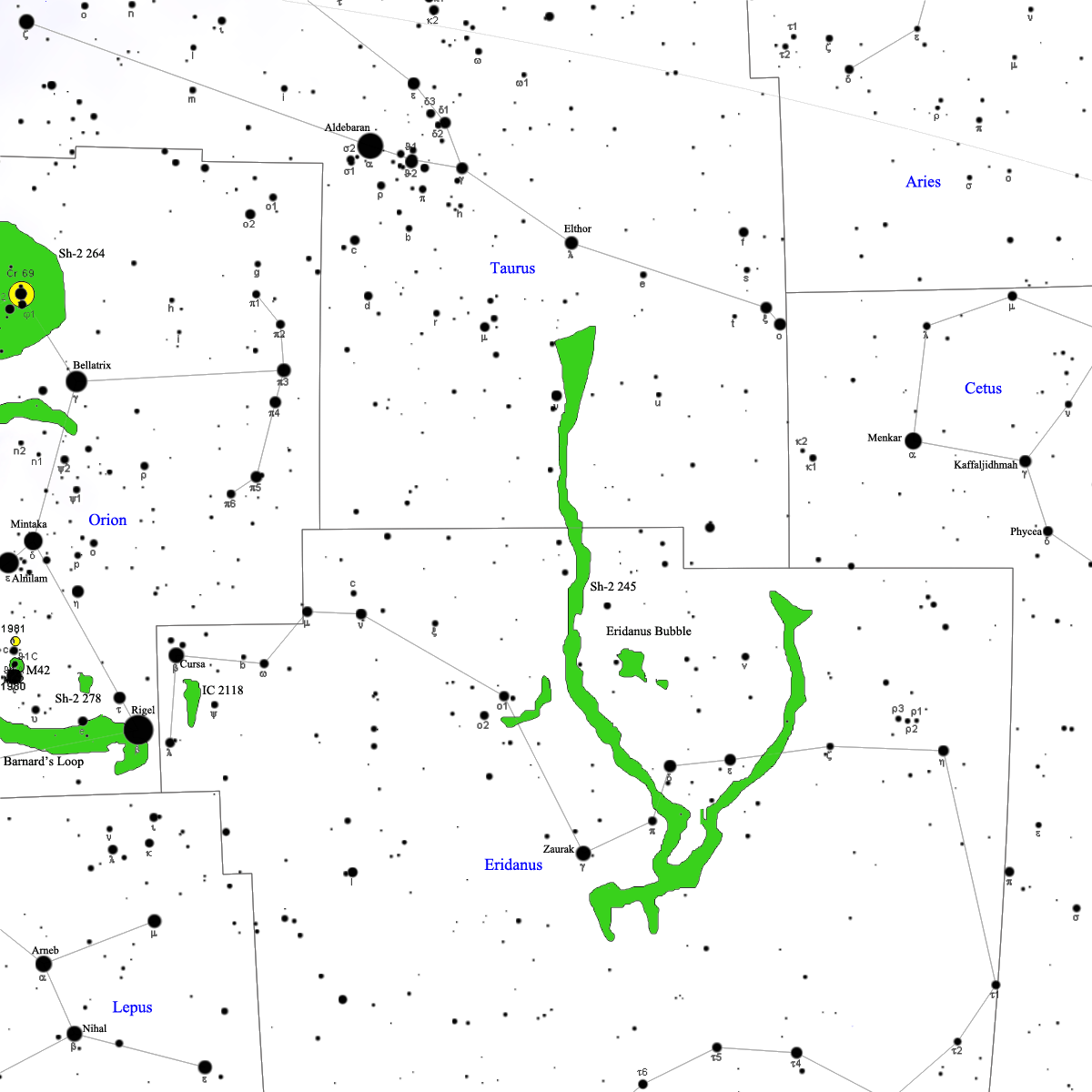
Carta della Bolla di Eridano, che mostra la sua estensione rispetto alle costellazioni.

La bolla di Eridano si estende in direzione di tre costellazioni: occupa infatti la parte meridionale del Toro, gran parte della regione settentrionale di Eridano (da cui prende il nome) e la parte più occidentale di Orione, dove quasi sembra sovraimporsi all'Anello di Barnard. La sua osservazione visuale è praticamente impossibile, anche con grossi strumenti, mentre è individuabile con un CCD molto sensibile alla luce infrarossa. Gran parte delle emissioni di questa nebulosa avvengono nella banda dell'Hα. La sua posizione rispetto all'equatore galattico è molto distante, a differenza della quasi totalità delle altre strutture di questo genere note finora.
Secondo alcuni studi, questa struttura osservata sarebbe il risultato di una sovrapposizione prospettica di più bolle separate, sospinte l'una contro l'altra dai forti venti stellari e dall'onda d'urto dalle stesse esplosioni che le hanno generate, piuttosto che una singola superbolla che si estende dalla regione dell'Anello di Barnard fino a latitudini galattiche così elevate. È possibile individuare nella nebulosa due strutture ad arco: quella più orientale è anche la più grande, ed è stata chiamata Arco A; tramite l'analisi a più lunghezze d'onda e lo studio della velocità radiale, è emerso che l'arco A potrebbe essere una struttura indipendente sia dall'arco più occidentale, l'Arco B, sia dall'Anello di Barnard, del quale potrebbe sembrare invece quasi un naturale proseguimento ad ovest (si noti come l'Anello di Barnard appare incompleto in direzione di Eridano). L'arco B, anche se più piccolo, sarebbe invece più vicino a noi, a una distanza di circa 150 parsec, contro i 210 parsec stimati per l'Arco A.